# Lipiński V
Lipiński V (Lipinski, Janta-Lipiński) – kaszubski herb szlachecki lub mieszczański.

## Opis herbu
Opis z wykorzystaniem klasycznych zasad blazonowania:
Na tarczy dzielonej w pas, w polu górnym, czerwonym, dwie gwiazdy złote w pas, w polu dolnym, błękitnym, półksiężyc srebrny z twarzą barkiem do dołu. Klejnot: nad hełmem w koronie kwiaty o trzech płatkach złotych, na ulistnionych łodygach zielonych, w wachlarz. Labry: blękitne, podbite srebrem.

## Najwcześniejsze wzmianki
Herb znany jest wyłącznie z pieczęci Michaela Martina von Lipinski, chorążego jazdy brandenburskiej, przyłożonej do dokumentu z 5 stycznia 1757 roku.

## Herbowni
Lipiński (Lipinski). Z racji podobieństwa tego herbu do herbu Janta II, wydaje się, że używający go herbowny mógł być członkiem rodu Janta-Lipińskich.